# سحل فضي
سُحَل فضي أو عروس البحر الفضية نوع من شعاعيات الزعانف البحرية تنتمي إلى فصيلة سمكة الفراشية. موطنها غرب المحيط الهادئ.